# Dallina floridana
Dallina floridana är en armfotingsart som först beskrevs av Pourtalès 1867.  Dallina floridana ingår i släktet Dallina och familjen Dallinidae. Inga underarter finns listade i Catalogue of Life.